# Octavio Castillo
Octavio Castillo Vega (Puntarenas; 20 de marzo de 1956) es un exfutbolista costarricense que jugaba como defensa.

## Clubes
| Club               | País       | Año       |
| ------------------ | ---------- | --------- |
| Herediano          | Costa Rica | 1975-1982 |
| Municipal Liberia  | Costa Rica | 1982      |
| Carmen de Alajuela | Costa Rica | 1983-1984 |
| Yuba Paniagua      | Costa Rica | 1985      |

## Palmarés

### Títulos nacionales
| Título           | Equipo    | País       | Año  |
| ---------------- | --------- | ---------- | ---- |
| Primera División | Herediano | Costa Rica | 1978 |
| Primera División | Herediano | Costa Rica | 1979 |
| Primera División | Herediano | Costa Rica | 1981 |

### Títulos internacionales
| Título                  | Equipo     | Sede   | Año  |
| ----------------------- | ---------- | ------ | ---- |
| Preolímpico de Concacaf | Costa Rica | Varias | 1980 |